# Vilhena Esporte Clube
El Vilhena Eporte Clube, también conocido como VEC, es un equipo de fútbol de Brasil que juega en el Campeonato Rondoniense, la máxima categoría del estado de Rondonia.

## Historia
Fue fundado el 3 de junio de 1991 en el municipio de Vilhena del estado de Rondonia luego de que se profesionalizara el Campeonato Rondoniense en ese año., debutando en la primera división estatal un año después, año en el obtuvieron el subcampeonato.
Fue hasta 2005 que se convirtieron en campeones estatales por primera vez luego de vencer en la final al Ji-Paraná Futebol Clube, obteniendo la clasificación a la Copa de Brasil de 2007, su primera participación en una competición a escala nacional.
En 2006 en la Copa de Brasil es eliminado 1-3 en la primera ronda por el Fortaleza EC del estado de Ceará, mientras en el Campeonato Rondoniense de ese año pierde la final ante el Sport Club Ulbra Ji-Paraná. En 2008 vuelve a obtener el subcampeonato estatal perdiendo otra vez con el Sport Club Ulbra Ji-Paraná.
Un año después se convierte en campeón estatal por segunda ocasión superando al Genus, clasificando nuevamente a la Copa de Brasil de ese año en donde vuelve a ser eliminado en la primera ronda, esta vez por el AA Ponte Preta del estado de Sao Paulo al perder ambos partidos por 1-2 y 1-6, siendo éste el resultado más abultado en esa edición de la copa.
En 2010 logra su tercer campeonato estatal al ser el mejor equipo en la clasificación general, logrando por primera vez la clasificación al Campeonato Brasileño de Serie D y a la Copa de Brasil de ese año. En la cuarta división nacional es eliminado en la primera ronda al terminar en tercer lugar de su zona solo delante del Náuas Esporte Clube del estado de Acre, finalizando en el lugar 30 entre 40 equipos; mientras que en la Copa de Brasil es eliminado 2-6 por el Atlético Paranaense del estado de Paraná.
En 2011 participa por tercera ocasión consecutiva en la Copa de Brasil, en esta ocasión vuelve a ser eliminado en la primera ronda, esta vez por el Avaí FC del estado de Santa Catarina con marcador de 0-3, mientras que en el Campeonato Rondoniense finalizó en tercer lugar.
En 2012 repite el tercer lugar en el Campeonato Rondoniense, lo suficiente para lograr la clasificación al Campeonato Brasileño de Serie D de ese año, en le cual supera la primera ronda al terminar en segundo lugar de su zona solo detrás del Clube do Remo del estado de Pará, pero es eliminado en la segunda ronda por el Sampaio Corrêa Futebol Clube del estado de Maranhao al empatar 2-2 el partido de ida y perder 1-4 en el de vuelta.
En 2013 es campeón estatal por cuarta ocasión al vencer en la final al Real Ariquemes, clasificando a la Copa de Brasil de 2014, donde es eliminado en la primera ronda 0-3 por el SE Palmeiras del estado de Sao Paulo, mismo año en el que se corona campeón estatal por quinta ocasión, volviendo a la Copa de Brasil de 2015.
En la Copa de Brasil es eliminado en la primera ronda 1-4 por el AA Ponte Preta del estado de Sao Paulo 2015 pierde la final del Campeonato Rondoniense contra el Genus, logrando al clasificación al Campeonato Brasileño de Serie D de ese año, donde fue eliminado en la primera ronda al terminar en cuarto lugar de su zona solo delante del Náutico Futebol Clube del estado de Roraima.

## Palmarés
- Campeonato Rondoniense: 5

2005, 2009, 2010, 2013, 2014

## Entrenadores

### Entrenadores destacados
- Mazaropi[15]